# Leptothorax creolus
Leptothorax creolus är en myrart som beskrevs av Baroni Urbani 1978. Leptothorax creolus ingår i släktet smalmyror, och familjen myror. Inga underarter finns listade i Catalogue of Life.